# Der Mann meines Bruders
Der Mann meines Bruders (japanisch 弟の夫 Otōto no Otto) ist ein japanischer Manga, der zwischen 2015 und 2016 erschien. Er wurde von Gengoroh Tagame geschrieben und gezeichnet.

## Handlung
Die Serie behandelt den dreiwöchigen Besuch von Mike bei Kana und ihrem alleinerziehenden Vater Yaichi in einer japanischen Kleinstadt. Als Mike zu Beginn des Besuchs eröffnet, dass er der Ehemann des verstorbenen Zwillingsbruders Ryōji von Yaichi ist, lernt Kana, dass sie in Mike einen Onkel hat. Im Laufe der Serie kommen sich Kana und Mike sowie der leicht homophobe Yaichi näher. Es werden Vorurteile zum Thema Homosexualität sowie Homophobie in der Gesellschaft Japans und ihre Wirkung auf homosexuelle Menschen behandelt.

## Charaktere
Yaichi Origuchi (折口 弥一, Origuchi Yaichi):
Yaichi ist alleinerziehender Vater von Kano und der Zwillingsbruder von Ryōji. Yaichi hat homophobe Züge, die dazu geführt haben, dass er und Ryōji nach dessen Outing sich auseinander gelebt hatten. Durch den Besuch von Mike und den Fragen seiner Tochter Kana werden viele homophoben Vorurteile und Handlungsweisen von Yaichi in Frage gestellt. Dies führt dazu, dass Yaichi seine homophoben Züge erkennt und an diesen arbeiten kann.
Mike Flanagan (マイク・フラナガン, Maiku Furanagan):
Mike ist der Ehemann von Yaichis verstorbenem Bruder Ryōji und reist nach dessen Tod nach Japan, um dessen Familie und Leben vor der Emigration nach Kanada kennenzulernen. Mike macht kein Geheimnis aus seiner Homosexualität und überfordert damit regelmäßig Yaichi. Weiterhin erklärt Mike Kana über das homosexuelle Leben und die Community auf.
Kana Origuchi (折口 夏菜, Origuchi Kana):
Kana ist Yaichis Tochter. Anfänglich weiß sie weder, dass Yaichi einen Zwillingsbruder hatte, noch, dass dieser homosexuell war. Sie akzeptiert Mike schnell als Teil der Familie und stellt zu passenden und – vermeintlich – unpassenden Momenten Fragen zu Mikes und Yaichis Leben. Sie lebt mit Yaichi alleine und sieht nur ab und zu ihre Mutter.
Ryōji (涼二):
Ryōji ist der verstorbene Ehemann von Mike Flanagan und Yaichis Zwillingsbruder.

## Veröffentlichung
Der Mann meines Bruders erschien monatlich im Seinen-Magazin Gekkan Action von Futabasha und wurde später in vier Bändern veröffentlicht. Die deutschsprachige Version wurde von Carlsen Manga im Jahr 2019 in vier Bänden veröffentlicht. Eine Neuauflage als Taschenbuchvariante erscheint seit Mai 2024 bei selbigem Verlag in bisher drei Bänden (Stand: Dezember 2024). Weiterhin gibt es zudem eine englisch- und eine französischsprachige Veröffentlichung.
| Band | Japanisch        | Japanisch           | Deutsch          | Deutsch                |
| Band | Veröffentlichung | ISBN                | Veröffentlichung | ISBN                   |
| ---- | ---------------- | ------------------- | ---------------- | ---------------------- |
| 1    | 25. Mai 2015     | ISBN 978-4575846256 | 29. Jan. 2019    | ISBN 978-3-551-76012-8 |
| 2    | 12. Jan. 2016    | ISBN 978-4575847413 | 19. Apr. 2019    | ISBN 978-3-551-76013-5 |
| 3    | 12. Okt. 2016    | ISBN 978-4575848632 | 30. Juli 2019    | ISBN 978-3-551-76014-2 |
| 4    | 12. Juli 2017    | ISBN 978-4575850055 | 26. Nov. 2019    | ISBN 978-3-551-76015-9 |

## Rezeption
Der englischsprachige Band 1 My Brother’s Husband erhielt im Jahr 2018 den Eisner Award in der Kategorie Best U.S. Edition of International Material—Asia.
Der Manga wurde in der Comic-Bestenliste des ersten Quartals 2019 von den Kritikern auf Platz 1 gewählt. Zu dieser Wahl schrieb Martin Jurgeit im Tagesspiegel: „Gleich die Einstiegsszene macht klar: Dieser Comic ist ungewöhnlich.“ Die Einschätzung wird von queer.de mit der Rezension zur Ausgabe des vierten Bandes gestützt: „Der von Kritiker hochgelobte Manga über familiäre Liebe und sexuelle Akzeptanz findet mit diesem Band seinen Abschluss.“ Zudem wird explizit benannt, dass der Manga sich der Thematik gleichgeschlechtlicher Beziehung in einer Form nährt, die „ausnahmsweise auch für Kinder geeignet“ ist.

## Verfilmung
Die Mangareihe wurde als dreiteilige Fernsehserie für das öffentlich-rechtliche japanische Fernsehen NHK 2017 verfilmt und im März 2018 in Japan gesendet. In den Realfilmen übernahm der ehemalige estnische Sumoringer Baruto Kaito die Rolle des Mike.